# Nicholson Rock
Der Nicholson Rock ist eine 1592 m hohe Felsformation im westantarktischen Marie-Byrd-Land. Im Ostteil des Massivs des Toney Mountain ragt er 4 km östlich des Cox Bluff aus dem größtenteils verschneiten Spitz Ridge auf.
Der United States Geological Survey kartierte ihn anhand eigener Vermessungen und Luftaufnahmen der United States Navy aus den Jahren von 1959 bis 1966. Das Advisory Committee on Antarctic Names benannte ihn 1976 nach Charles E. Nicholson, Bauelektriker auf der Amundsen-Scott-Südpolstation im Jahr 1974.